# Tony Romero

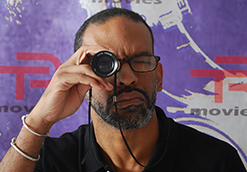
Tony Romero

Tony Romero (La Habana, 1964)  es un cineasta cubano afincado en Ávila, España. 
La Universidad de Salamanca contactó con él, como miembro de la Unión de Escritores y Artistas de Cuba (UNEAC), para que impartiera unos cursos de comunicación audiovisual. Así es como llegó a la Escuela de Educación y Turismo de Ávila, donde ha estado colaborando durante más de diez años.
Este cineasta ha realizado alrededor de 15 películas y sigue trabajando en varios proyectos, para lo cual cuenta con la productora TR Movies y con el empeño y la imaginación suficientes para exprimir al máximo sus recursos. 

## Biografía
Pertenece a la escuela del cine cubano, donde predomina el documental, “más económico”, pero también “más directo” a la hora de comunicar. Esa es la base de un trabajo que ha ido evolucionando con el paso de los años y las experiencias, centrándose siempre en la imagen afrohispana. Él lo define como “una propuesta visual sin muchas florituras”. “Podemos llegar a la gente sin entrar en un entramado económico del cual no disponemos”, añade, siempre en plural, dejando claro que su labor es un trabajo de equipo.
Bajo el título "Afrocultura", se propuso un espacio de estudio y encuentro sobre las manifestaciones culturales de África y su diáspora. Para ello se visionaron cuatro títulos de los más de 14 trabajos realizados a lo largo de 20 años: Foto de familia (2001, 25 min.), Afran, rostros en la memoria (2009, 25 min.), Rosillo, gracias a la radio (2010, 32 min.) y Gente de pelo duro (2014, 40 min.). Este último trabajo , reflexiona sobre la discriminación que existe en torno al pelo. El objetivo es llevar este ciclo de películas a otros lugares de España.
Filmografía
Foto de familia  (2001)
Angustia (2003)
Llegar al cielo (2006)
Lo que me dijo Xiomara (2007)
Soy música, soy raíz (2007)
Afran, rostros en la memoria  (2009)
Rosillo, gracias a la radio (2010)
Mixto (2012)
Gente de pelo duro (2014)
“Foto de familia en el ritual del color” Documental (2017)
“Usted está en Madrid” Documental (2018)
“Sentir la conexión” Documental (2020)
«Boca de león» Cortometraje de ficción (2023)